# Bulan, Sorsogon
Bulan là một đô thị hạng 1 ở tỉnh Sorsogon, Philippines. Theo điều tra dân số năm 2015, đô thị này có dân số 100.076 người.

## Barangay
Bulan được chia thành 63 barangay.
| - A. Bonifacio (Tinurilan) - Abad Santos (Kambal) - Aguinaldo (Lipata Dako) - Antipolo - Aquino (Imelda) - Bical - Beguin - Bonga - Butag - Cadandanan - Calomagon - Calpi - Cocok-Cabitan - Daganas - Danao - Dolos - E. Quirino (Pinangomhan) - Fabrica - G. Del Pilar (Tanga) - Gate - Inararan | - J. Gerona (Biton) - J.P. Laurel (Pon-od) - Jamorawon - Libertad (Calle Putol) - Lajong - Magsaysay (Bongog) - Managa-naga - Marinab - Nasuje - Montecalvario - N. Roque (Calayugan) - Namo - Obrero - Osmeña (Lipata Saday) - Otavi - Padre Diaz - Palale - Quezon (Cabarawan) - R. Gerona - Recto - Roxas (Busay) | - Sagrada - San Francisco (Polot) - San Isidro (Cabugaan) - San Juan Bag-o - San Juan Daan - San Rafael (Togbongon) - San Ramon - San Vicente - Sta. Remedios - Sta. Teresita (Trece) - Sigad - Somagongsong - Taromata - Zone 1 (Ilawod) - Zone 2 (Sabang) - Zone 3 (Central) - Zone 4 (Central) - Zone 5 (Canipaan) - Zone 6 (Baybay) - Zone 7 (Iraya) - Zone 8 (Loyo) |